# Konrad Wilczynski
Konrad Wilczynski (ur. 9 lutego 1982 w Wiedniu) – austriacki piłkarz ręczny polskiego pochodzenia, wielokrotny reprezentant kraju, występujący na pozycji lewoskrzydłowego.

## Życiorys
Jego rodzice są Polakami. W latach 1992–2002 był zawodnikiem SG Handball West Wiedeń, w latach 2002-2006 był graczem A1 Bregenz, z którym zdobył trzy tytuły mistrza Austrii (2004, 2005, 2006) i dwukrotnie Puchar Austrii. Od 2006 występował w niemieckiej drużynie Füchse Berlin, z którą w 2007 awansował do 1. Bundesligi, w sezonie 2007/2008 został królem strzelców ligi (237 bramek), w 2011 zdobył brązowy medal mistrzostw Niemiec. Od sezonu 2011/2012 ponownie występował w SG Handball West Wiedeń. Tam zakończył karierę w 2014
W reprezentacji Austrii wystąpił w 136 spotkaniach, zdobywając 578 bramek, m.in. zagrał na mistrzostwach Europy w 2010 (9 m.), mistrzostwach Europy w 2014 (11 m.) i mistrzostwach świata w 2011 (18 m.).